# Tramlijn 39 (Brussel)
De Brusselse tramlijn 39 uitgebaat door de MIVB verbindt het metrostation Montgomery (Sint-Pieters-Woluwe) met de halte Ban Eik in Wezembeek-Oppem.

## Traject
Montgomery – GJ Martin – Leopold II – Julius Cesar – Groene Hond – Trammuseum – de Villalobar – Madoux – Bosstraat – Luchtvaart – Schermkunst – Stokkel – Vriendschap – Wilderozen – De Burbure – Schone Lucht – Louis Marcelis – Beek – Ter Meeren – Ban-Eik.

## Bijzonderheden
Tramlijn 39 is een streektramlijn die het oosten van Brussel verbindt met de Vlaamse oostrand, met name Kraainem en Wezembeek-Oppem. De eindhalte Montgomery ligt in een ondergrondse keerlus. Voor noodgevallen is er echter ook bovengronds een keerlus, door smalle straten. In 2010 is het eindpunt zo aangepast dat de trams direct ondergronds kunnen gaan, en de keerlus niet gebruikt hoeft te worden in de stille uren wegens geluidsoverlast. Tussen Montgomery en de halte Madoux rijdt deze tramlijn samen met tram 44, die ook al naar de oostrand (Tervuren) rijdt. Beide tramlijnen werden door de MIVB 'Express'-tramlijnen genoemd, aangezien ze bijna volledig in een eigen tracé rijden. De snelheid van deze tramlijnen komt dus in de buurt van die van een volwaardige premetrolijn. Het huidige beginpunt Montgomery werd op 16 september 1976 in gebruik genomen. Maar de lijn naar Stokkel stamt al uit 1908. Vanaf 1909 wordt nummer 41 gebruikt. In 1925 komt lijn 39 er bij. In september 1976 wordt lijn 41 opgeheven. Lijn 39 en 44 zijn de enige Brusselse tramlijnen waarop andreaskruisen voorkomen.
Tussen Kapelleveld en eindpunt Ban Eik maakt de tramlijn gebruik van het oude traject van spoorlijn 160. De overwegen zijn beveiligd met andreaskruisen en verkeerslichten. Op 31 augustus 1988 werd de verlengde lijn 39, van Dumontplein naar Ban Eik, geopend.
Bij de grootschalige herstructurering van het netwerk (2007-2009) werd er niets veranderd aan lijn 39.

## Materieel
Deze tramlijn wordt gereden met gelede PCC-trams (serie 77xx/78xx). Het was het laatste inzetgebied van de oudere (niet-gelede en eenrichting) PCC-trams van het type 70xx/71xx, die dienstdeden tot en met 12 februari 2010. Daarna kon de keerdriehoek aan het eindpunt Ban Eik verdwijnen en worden volstaan met een overloopwissel.

## Kleur
De kenkleur van deze lijn is rood.